# Adeta
Adeta là một town in the Plateaux Region of Togo.